# Selago kurtdinteri
Selago kurtdinteri är en flenörtsväxtart som beskrevs av O.M. Hilliard. Selago kurtdinteri ingår i släktet Selago och familjen flenörtsväxter. Inga underarter finns listade i Catalogue of Life.